# 超时空记忆
（直译：「随机存取存储器」）是法国二人电子组合蠢朋克乐团的第四张正式录音室也是最后的一张专辑，由蠢朋克的自主厂牌Daft Life与索尼音樂娛樂旗下的哥倫比亞唱片合作，发行于2013年5月17日。并且这也是蠢朋克脱离原发行公司EMI法国之后的第一张录音室專輯，亦是其组合首次与索尼音乐进行合作。蠢朋克制作这张专辑的原意是向1970年代晚期及1980年代早期那些洛杉磯音樂創作人創作的音樂致敬。这种时代感也在为整张专辑做宣传的各种商业广告中有所体现。
与之前发行的录音室专辑不同的是，在这张专辑中，他们邀来许多音乐人在专业录音棚中进行现场录音，而非直接采样他人的歌曲片段。《超時空記憶體》是蠢朋克至今在評價與在商業表現上最為成功的一張專輯，在Metacritic上獲得87分高分，並在超過20個國家的音樂排行榜中，在首週即達到第一名高位。

## 創作背景

### 構想
在《超時空記憶體》的音樂樣本剛被創作出來時，傻瓜龐克因為認為樣本中合成器的聲音太突出，而對樣本不太滿意。傻瓜龐克最終決定要與現場演奏的音樂家合作，並表示：「我們想要做的就是我們經常做的——使用機器創作音樂，但這次要與真人一起。」傻瓜龐克在專輯中減少樣本使用的次數，但要在專輯的最後一首歌《Contact》中大量使用。
這張專輯的特點是與Chic樂團的主奏Nile Rodgers合作，他對這次的合作表示：「我們（傻瓜龐克與Rodgers）已經討論了很久，我們對彼此都互感尊敬不已。」傻瓜龐克當時至Rodgers的家中請他表演一段即興演奏，並在不久之後確定將正式合作。」另一位音樂家Paul Williams則是在2010年的一次訪問中提到他將與團隊合作。傻瓜龐克與他是經由一位雙方都熟識的聲音工程師介紹而認識的。
2012年5月，樂團也公布將與義大利音樂製作人喬治歐·莫瑞德合作，莫瑞德為專輯錄製了一段關於他的人生，包括他剛開始製作音樂時及現在的一段獨白。莫瑞德在獨白中使用多種不同年代的麥克風錄製，每種麥克風都代表莫瑞德不同時期的人生經遇。他還表示，雖然大部分的人都無法區分不同的麥克風，但本高特卻可以辨別差異。在樂團與莫瑞德得合作過程中，Nile Rodgers亦有參與。莫瑞德後來也澄清他並沒有參與音樂製作及使用合成器：「他們完全沒有讓我參與製作歌曲。他們只要求我說一段關於我一生的故事，然後他們就知道該怎麼做了。」傻瓜龐克在此張專輯之前也曾找過莫瑞德，看它是否能對《創：光速戰記》這部電影有所貢獻，但最終並沒有完成合作。
傻瓜龐克在這張專輯中也有和Chilly Gonzales合作，他表示他與傻瓜龐克合作的過程僅僅一天的時間，他說：「當時我演奏了好幾個小時，他們把他們需要的部分擷取下來。」他說傻瓜龐克提供他一個鋼琴，像電影中導演指導演員般的指導他。Gonzales在離開洛杉磯的錄音室時並不知道歌曲到底聽起來怎麼樣。Gonzales在這次和之前，曾經翻唱過傻瓜龐克的歌曲《Too Long》，並收錄在傻瓜龐克2003年的混音专辑《Daft Club》中。
傻瓜龐克與Nile Rodgers也有和菲瑞·威廉斯合作了專輯內的兩首歌曲。威廉斯曾在他待的樂團The Neptunes時，製作傻瓜龐克的歌曲《Harder, Better, Faster, Stronger》的混音版本，並收錄在《Daft Club》中。傻瓜龐克也曾為威廉斯待的另一個樂團N.E.R.D製作歌曲《Hypnotize U》。

### 錄製
這張專輯分別在加州的Henson Recording Studios、Conway Recording Studios及Capitol Studios、紐約的Electric Lady Studios、及巴黎的Gang Recording Studio等五間錄音室錄製。傻瓜龐克邀請了多名在1970及1980年代為全盛時期的音樂家。本高特解釋說：「我們不是不能做出那些瘋狂又充滿未來主義的東西，但是我們就是想表演些過去的東西。」傻瓜龐克覺得這些參與過程的樂手熱情的為了這張專輯聚在感覺優雅的錄音室中。傻瓜龐克還會使用樂譜或哼曲子以向參與的音樂家們傳達點子。本高特還在一場訪問中回想他與參與製作專輯內歌曲《Giorgio by Moroder》的一位音樂家Omar Hakim，兩人哼著自己想出來的D&B節奏時的情況。
在此張專輯中，大部分的人聲部分是在巴黎錄製的，而旋律的部分則是大部分都在美國錄製的。專輯中結合了多種不同形式，包括木管樂器、弦樂團及合唱等多種不同形式的表演。傻瓜龐克有幾乎為每首曲子都錄製了個別的合唱部分，但最終只有在其中的幾首曲子內使用到。當然需要這麼多人演出和使用這些場地必定需要龐大的金錢支出，對於這點本高特則表示：「你知道嗎？曾經有段時間，那些想做實驗的人就會這麼做。這次的錄製其實也一樣。」他透露這次的錄製估計需要花費的成本超過一百萬元，不過他並不在意這筆金額。參與製作的音樂家Todd Edwards回憶起他在為專輯內的歌曲錄製歌唱片段時，那支他所使用的麥克風「比我的車子還更有價值」，而且它還曾為法蘭克·辛納屈所使用過。本高特亦提到，這次錄製所花的成本完全是由傻瓜龐克所出資的，所以對他們來講要放棄這個計畫的確是一件相當奢侈的事情。他還特別提到：「專輯內還有些歌曲是經過了五個錄音室和花了兩年半的時間才錄製出來的。」
專輯中也有些音效是請華納兄弟的電影專家協助提供的。本高特指出在《Giorgio by Moroder》出現的餐廳中嘈雜的音效，是經由將裝有麥克風的叉子置於一群人的前面錄製而成的。另外一支音軌中出現的滴水聲則是在一個片場中錄製的。電子合成樂的部分則只在專輯的的兩個音軌內使用，而且只用於鼓聲，由傻瓜龐克利用訂製的Modcan模組化合成器與聲碼器錄製而成。當被問到專輯中帶有機器音的人聲是由傻瓜龐克的哪一位團員所錄製的，本高特認為這並不重要而未做出答覆。大部分的人聲音軌都是在傻瓜龐克於巴黎的私人錄音室中錄製，由Mick Guzauski於Capitol Studios混音。
雖然傻瓜龐克承認電腦的預設值及參數會限制創造力及阻礙革新，但他們還是認為舊的電腦科技還是不足以完整製作《超時空記憶體》。錄音的過程除了錄製在Ampex生產的磁帶上外，還同時錄製成Pro Tools的音軌。傻瓜龐克及Guzauski在經過比對兩種錄製方式產生的聲音後，再選擇他們比較喜歡的方式。樂團最後選擇使用Pro Tools及相似的方式來錄製專輯所需要的音樂樣本。

## 組成
這張專輯的主題封存了傻瓜龐克以前有興趣的事物，包括了隨機存取記憶體的科技及人類的智慧。本高特在解釋專輯名稱的時候提到：「我們正在大腦與硬碟中間畫一條平行線——這些都是可以儲存資料的方法。」傻瓜龐克覺得在現在因為科技可以無限制的儲存創作素材的容量，現代的藝術家創作出來內容的質量正慢慢的減少中，因此他們在這張專輯的目標是要將可以無限量儲存素材的潛力發揮的淋漓盡致。這樣的構想為樂團的專輯名稱有了更進一步的靈感，也使他們想將原有數個不同的構想串連在一塊。

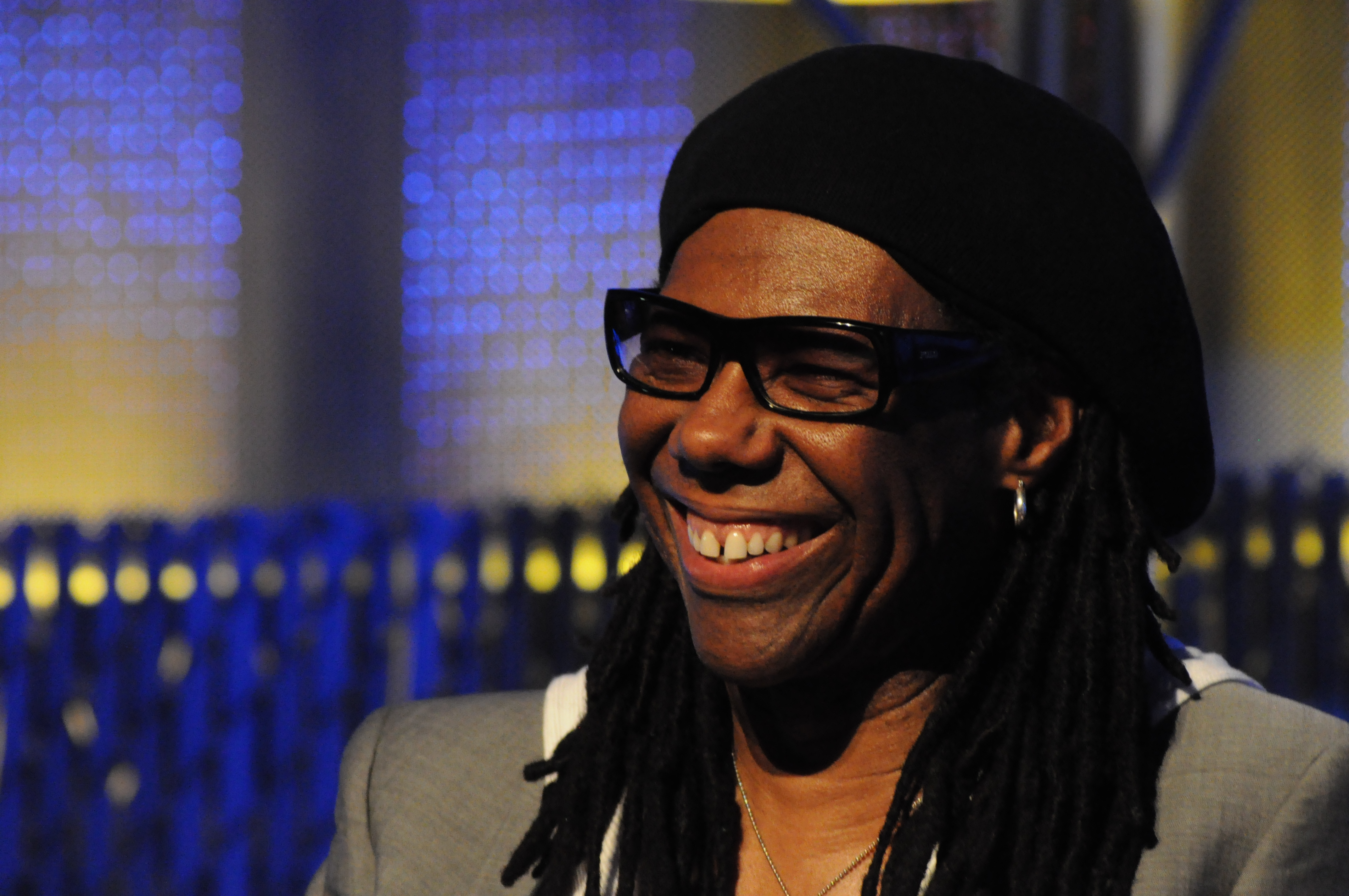
Nile Rodgers參與了這張專輯中三首歌曲的製作，包括了專輯的主打歌《Get Lucky》

在當講到專輯的風格時，他們表示他們在尋找些「西岸的氣氛」，參考了如佛利伍麥克、杜比兄弟、老鷹合唱團這些知名樂團。傻瓜龐克也表示製作這張專輯是要為麥可·傑克森、汽車合唱團及史提利·丹致敬。現場合成器演奏錄音的部分則是採用類似Wizzard及The Move樂團較流行面時前衛搖滾的風格。傻瓜龐克還特別指出佛利伍麥克的《Rumours》及平克·佛洛伊德的《月之暗面》兩張專輯是他們主要參考的對象。
《超時空記憶體》這張專輯其實在製作時並沒有一個完整的構想。在經過製作的過程中，有數個音軌都在創作後卻被丟棄。傻瓜龐克還曾經考慮過是否要像美國音樂家王子的專輯《Lovesexy》一樣將整張專輯錄製成連續無間段的音軌，也曾考慮過是否要將專輯分成四張唱片以容納大量的音樂。因此這張專輯到了即將結束製作的前幾個月，都還是缺乏結構的。
在主要歌曲上，《新音樂快遞》稱這張專輯與傻瓜龐克之前的專輯截然不同，並說專輯的開頭曲《Give Life Back to Music》「如一顆巨石，抹殺了追隨之前《回歸》那生硬鐵克諾的腳步」。《Giorgio by Moroder》是一首述說有關音樂的自由性的歌曲，傻瓜龐克相信藉由喬治歐·莫瑞德的自傳可以用來解釋音樂歷史中關於在探索不同的音樂風格的那一部分。《Instant Crush》是一首包含許多搖滾元素，如吉他獨奏等的歌曲，原本基於傻瓜龐克給Julian Casablancas的一首樣本歌曲，在他聽過之後即答應為傻瓜龐克錄製這首歌曲的歌唱部分。
《Touch》由傻瓜龐克與保罗·威廉姆斯 (歌手)共同創作，傻瓜龐克指出這首歌總共包含了超過250個不同的聲音元素，是所有歌曲中結構最複雜的一首歌。《Beyond》則是由傻瓜龐克發想，保羅·威廉斯將概念轉化為音樂的一首歌。歌曲配樂所使用的元素被認為是在模仿美國作曲家麥克·麥當勞的一首歌曲《I Keep Forgettin'》。《Motherboard》是一首充滿未來主義成分的歌曲，傻瓜龐克把它認為是「西元4000年時期的歌曲風格」。
最後一首歌曲《Contact》則是由傻瓜龐克與DJ Falcon共同製作，DJ Falcon曾經與湯瑪斯·本高特一起以《Together》樂團的名義發行單曲。這首歌引用了澳洲搖滾團體Sherbs的一首歌《We Ride Tonight》的開頭作為此曲的開頭。這首歌裡還引用了在阿波羅17號任務時指令長尤金·塞爾南看到一個閃爍的物體時回做報告的一段錄音，這個物體後來被推測是多節火箭在發射後被遺棄的一節。本高特還特別強調，將這段錄音放進這張專輯的最後這首歌中，還是由指令長塞爾南所作出的決定。

## 评论反应
| 綜合得分             | 綜合得分 |
| 來源                 | 評分     |
| -------------------- | -------- |
|                      | 7.9/10   |
|                      | 87/100   |
| 評論得分             |          |
| 來源                 | 評分     |
| AllMusic             | [ 32 ]   |
| The A.V. Club        | B+       |
| The Daily Telegraph  | [ 34 ]   |
| Entertainment Weekly | A        |
| The Guardian         | [ 36 ]   |
| The Independent      | [ 37 ]   |
| NME                  | 10/10    |
| Pitchfork            | 8.8/10   |
| Rolling Stone        | [ 40 ]   |
| Spin (杂志)          | 8/10     |

该专辑获得了广泛好评。Metacritic对主流评论家的评论给予加权平均评分 (满分为100分)，根据47条评论，它的平均分为87分，是蠢朋克所有专辑中最高的。
“Q杂志”将其称为“在某种程度上，这是蠢朋克职业生涯中最好的专辑，已经至少两次重新定义了舞曲音乐。简而言之，这是一张令人振奋的专辑。”独立报说道，“该专辑以其纯粹的雄心，为当今排行榜的音乐的安稳发展注入了生命……这是一次令人兴奋的旅程，尽管其音乐创作过程曲折，但仍显现出独特之处，双脚踩在音乐舞池上。”娱乐周刊的Melissa Maerz称其为 “广播单曲时代的一张耳机专辑；一场与形式上的旋钮操作截然不同的精彩现场表演；对基本浩室音乐节拍的爵士迪斯科攻击；以及令人惊叹的现场表演。” “当超级巨星DJ孤军奋战时，这是一次全面的合作。” 她在评论的最后说道：“如果说电子舞曲正在将人类变成机器人，那么蠢朋克正在努力让机器人流行音乐再次变得像人类一样。”
新音快递杂志说：“有一种令人毛骨悚然的想法，即曾经想到的每一个音乐想法都在这张专辑中。”此外，此外在新音乐快递500大专辑列表中排名第497位。
Pitchfork的马克·理查森（Mark Richardson）呼应了这一观点，称这张唱片“融合了迪斯科、软摇滚和前卫流行音乐，夸赞其有一些百老汇风格的流行音乐，甚至压抑他们体育场舞蹈美学的一小部分”。 理查森赞扬了专辑中的工程和录音，但也表示专辑从音乐家到嘉宾合作再到制作多个过程手段，都是为了听起来更『人性化』”Pitchfork将该专辑评为 2013年最佳专辑第七名。
DJ雜誌评论了蠢朋克音乐风格的转变：“虽然 蠢朋克显然想要继续前进发展，抛弃最初让他们成名的电子节拍、浩室音乐和科技舞曲，但正是这些音乐理念这构成了他们最好的曲调的基石，而且这也是他们最擅长的。”常驻顾问表示，“这是一张植根于当今古老美学的专辑：联想到20世纪70年代的主打歌曲，在录制的加州录音室专辑客串Chic的尼尔·罗杰斯而广受欢迎。”
AllMusic的Heather Phares在五星级评论中表示，这张唱片“挖掘了20世纪70年代和80年代初音乐宝藏奇迹”。 法雷斯在她的评论中总结道：“该专辑也是蠢朋克最个人化的作品，对于愿意花时间聆听它的听众来说，它会带来丰厚的回报。”
音乐杂志Music OMH的亚伦·佩恩 (Aaron Payne) 写道：“蠢朋克不知何故失去了他们的标志性的智慧和轻松的触感。相反，这些冗长的史诗变得有些乏味，并且有一股强烈的利己主义和自我主义的气息。 放纵……70多分钟，专辑感觉有些臃肿，不少歌曲要么太长，要么太空洞，要么太愿意重复”。Paste杂志的Dan Weiss指出，“无可否认该专辑的不拘一格的盗窃行为并没有挑战或蔑视任何事物。它们都唤起了特定时代的电影配乐或迪斯科潮流。随着时间的推移，节拍变得越来越不复杂，而不是越来越复杂。”2021年，Pitchfork将列入其评论分数列表中，他们称如果评论分数改变的话，可以将其分数从8.8 分(满分10 分)调整为6.8分。Pitchfork评论家菲利普·舍伯恩 (Philip Sherburne) 写道：它不像蠢朋克专辑Discovery那样具有关键意义，并且没有推动流行音乐向前发展”。

## 曲目列表
| 曲序     | 曲目                                        | 词曲                                                                                                | 时长    |
| -------- | ------------------------------------------- | --------------------------------------------------------------------------------------------------- | ------- |
| 1.       | Give Life Back to Music                     | 汤玛斯·本高特、盖-马努尔·德霍曼-克里斯托、Paul Jackson, Jr.、Nile Rodgers                           | 4:34    |
| 2.       | The Game of Love                            | 汤玛斯·本高特、盖-马努尔·德霍曼-克里斯托                                                            | 5:21    |
| 3.       | Giorgio by Moroder                          | 汤玛斯·本高特、盖-马努尔·德霍曼-克里斯托、喬治歐·莫瑞德                                             | 9:04    |
| 4.       | Within                                      | 汤玛斯·本高特、盖-马努尔·德霍曼-克里斯托、Chilly Gonzales                                           | 3:48    |
| 5.       | Instant Crush（feat. 朱利安·卡薩布蘭卡斯）  | 汤玛斯·本高特、盖-马努尔·德霍曼-克里斯托、朱利安·卡薩布蘭卡斯                                       | 5:37    |
| 6.       | Lose Yourself to Dance（feat. 菲瑞·威廉斯） | 汤玛斯·本高特、盖-马努尔·德霍曼-克里斯托、Nile Rodgers、菲瑞·威廉斯                                 | 5:53    |
| 7.       | Touch（feat. 保羅·威廉斯）                  | 汤玛斯·本高特、盖-马努尔·德霍曼-克里斯托、保羅·威廉斯、Chris Caswell                                | 8:18    |
| 8.       | Get Lucky（feat. 菲瑞·威廉斯）              | 汤玛斯·本高特、盖-马努尔·德霍曼-克里斯托、尼尔·罗杰斯、菲瑞·威廉斯                                  | 6:07    |
| 9.       | Beyond                                      | 汤玛斯·本高特、盖-马努尔·德霍曼-克里斯托、保羅·威廉斯、Chris Caswell                                | 4:50    |
| 10.      | Motherboard                                 | 汤玛斯·本高特、盖-马努尔·德霍曼-克里斯托                                                            | 5:41    |
| 11.      | Fragments of Time（feat. Todd Edwards）     | 汤玛斯·本高特、盖-马努尔·德霍曼-克里斯托、Todd Edwards                                              | 4:39    |
| 12.      | Doin' It Right（feat. Panda Bear）          | 汤玛斯·本高特、盖-马努尔·德霍曼-克里斯托、Panda Bear                                                | 4:11    |
| 13.      | Contact                                     | 汤玛斯·本高特、盖-马努尔·德霍曼-克里斯托、DJ Falcon、Garth Porter、Tony Mitchell、Daryl Braithwaite | 6:21    |
| 总时长： | 总时长：                                    | 总时长：                                                                                            | 1:14:24 |

| 日本版附贈曲目 | 日本版附贈曲目 | 日本版附贈曲目                           | 日本版附贈曲目 |
| 曲序           | 曲目           | 词曲                                     | 时长           |
| -------------- | -------------- | ---------------------------------------- | -------------- |
| 14.            | Horizon        | 汤玛斯·本高特、盖-马努尔·德霍曼-克里斯托 | 4:24           |
| 总时长：       | 总时长：       | 总时长：                                 | 1:18:48        |

## 排行榜
| \| 成绩 (2013) \| 峰值排位 \| \| ----------------------------------------------------- \| -------- \| \| 澳大利亞（ARIA專輯榜）[52] \| 1 \| \| Australian Dance Albums (ARIA)[53] \| 1 \| \| 奧地利（奧地利Ö3專輯榜）[54] \| 1 \| \| 比利時法蘭德斯（Ultratop專輯榜）[55] \| 1 \| \| 比利時瓦隆（Ultratop專輯榜）[56] \| 1 \| \| 加拿大（《告示牌》Canadian Albums Chart）[57] \| 1 \| \| Croatian Albums (HDU)[58] \| 6 \| \| 捷克（ČNS IFPI專輯榜）[59] \| 1 \| \| 丹麥（Hitlisten專輯榜）[60] \| 1 \| \| 荷蘭（MegaCharts專輯榜）[61] \| 2 \| \| 芬蘭（Suomen virallinen lista專輯榜）[62] \| 1 \| \| 法國（SNEP專輯榜）[63] \| 1 \| \| 德國（Offizielle Top 100專輯榜）[64] \| 1 \| \| Greek Albums (IFPI)[65] \| 3 \| \| 匈牙利（MAHASZ專輯榜）[66] \| 1 \| \| 愛爾蘭（IRMA專輯榜）[67] \| 1 \| \| 義大利（FIMI專輯榜）[68] \| 1 \| \| Japanese Albums (Oricon)[69] \| 3 \| \| Mexican Albums (Top 100 Mexico)[70] \| 1 \| \| 紐西蘭（RMNZ專輯榜）[71] \| 1 \| \| 挪威（VG-lista專輯榜）[72] \| 1 \| \| 波蘭（ZPAV專輯榜）[73] \| 4 \| \| 葡萄牙（AFP專輯榜）[74] \| 1 \| \| 蘇格蘭（OCC專輯榜）[75] \| 1 \| \| 韓國（Gaon專輯榜）[76] \| 5 \| \| 西班牙（PROMUSICAE專輯榜）[77] \| 1 \| \| 瑞典（Sverigetopplistan專輯榜）[78] \| 2 \| \| 瑞士（Schweizer Hitparade專輯榜）[79] \| 1 \| \| 英國（OCC專輯榜）[80] \| 1 \| \| 美国（《告示牌》200）[81] \| 1 \| \| 美國（《告示牌》Dance/Electronic Albums[82] \| 1 \| |          |
| 成绩 (2013) | 峰值排位 |
| 澳大利亞（ARIA專輯榜） | 1        |
| Australian Dance Albums (ARIA) | 1        |
| 奧地利（奧地利Ö3專輯榜） | 1        |
| 比利時法蘭德斯（Ultratop專輯榜） | 1        |
| 比利時瓦隆（Ultratop專輯榜） | 1        |
| 加拿大（《告示牌》Canadian Albums Chart） | 1        |
| Croatian Albums (HDU) | 6        |
| 捷克（ČNS IFPI專輯榜） | 1        |
| 丹麥（Hitlisten專輯榜） | 1        |
| 荷蘭（MegaCharts專輯榜） | 2        |
| 芬蘭（Suomen virallinen lista專輯榜） | 1        |
| 法國（SNEP專輯榜） | 1        |
| 德國（Offizielle Top 100專輯榜） | 1        |
| Greek Albums (IFPI) | 3        |
| 匈牙利（MAHASZ專輯榜） | 1        |
| 愛爾蘭（IRMA專輯榜） | 1        |
| 義大利（FIMI專輯榜） | 1        |
| Japanese Albums (Oricon) | 3        |
| Mexican Albums (Top 100 Mexico) | 1        |
| 紐西蘭（RMNZ專輯榜） | 1        |
| 挪威（VG-lista專輯榜） | 1        |
| 波蘭（ZPAV專輯榜） | 4        |
| 葡萄牙（AFP專輯榜） | 1        |
| 蘇格蘭（OCC專輯榜） | 1        |
| 韓國（Gaon專輯榜） | 5        |
| 西班牙（PROMUSICAE專輯榜） | 1        |
| 瑞典（Sverigetopplistan專輯榜） | 2        |
| 瑞士（Schweizer Hitparade專輯榜） | 1        |
| 英國（OCC專輯榜） | 1        |
| 美国（《告示牌》200） | 1        |
| 美國（《告示牌》Dance/Electronic Albums） | 1        |

## 销售认证
| 地區                                                       | 认证       | 认证单位/销量 |
| ---------------------------------------------------------- | ---------- | ------------- |
| 澳大利亚（澳大利亚唱片业协会）                             | 2× 白金    | 140,000^      |
| 奥地利（國際唱片業協會奧地利分會）                         | 2× 白金    | 30,000*       |
| 比利时（比利時唱片音樂協會）                               | 白金       | 30,000*       |
| 加拿大（加拿大音乐协会）                                   | 3× 白金    | 240,000‡      |
| 丹麦（國際唱片業協會丹麥分會）                             | 2× 白金    | 40,000‡       |
| 芬兰（國際唱片業協會芬蘭分會）                             | 金         | 17,178        |
| 法国（法國唱片出版業公會）                                 | 2× 钻石    | 1,000,000‡    |
| 德国（聯邦音樂產業協會）                                   | 3× 金      | 300,000‡      |
| 爱尔兰（愛爾蘭唱片音樂協會）                               | 白金       | 15,000^       |
| 意大利（意大利音乐产业联盟）                               | 2× 白金    | 100,000‡      |
| 日本（日本唱片協會）                                       | 金         | 100,000^      |
| 墨西哥（墨西哥音像製品協會）                               | 4× 白金+金 | 270,000^      |
| 新西兰（新西兰唱片音乐协会）                               | 2× 白金    | 30,000^       |
| 波兰（波蘭音像製造商協會）                                 | 2× 白金    | 40,000*       |
| 葡萄牙（葡萄牙唱片業協會）                                 | 白金       | 15,000^       |
| 韩国                                                       | —          | 15,225        |
| 西班牙（西班牙音樂製作協會）                               | 金         | 20,000^       |
| 瑞典（瑞典唱片業協會）                                     | 白金       | 40,000‡       |
| 瑞士（國際唱片業協會瑞士分会）                             | 白金       | 20,000^       |
| 英国（英国唱片业协会）                                     | 2× 白金    | 600,000‡      |
| 美国（美國唱片業協會）                                     | 2× 白金    | 2,000,000‡    |
| *僅含認證的實際銷量 ^僅含認證的出貨量 ‡僅含認證的+實際銷量 |            |               |

## 外部連結
- 官方网站
- 超時空記憶體在Allmusic上的頁面